# 武汉快速公交
武汉快速公交系统（英語：Wuhan Bus Rapid Transit，简称武汉BRT）是运行于中国湖北省武汉市的快速公交系统。目前建成一条线路，于2016年12月28日开通运营，系统总长13.6公里。

## 概况
武汉快速公交曾规划8条线路，原计划全数于2020年建成；目前仅有1号线建成通车。
- 1号线：武昌火车站东广场至高新大道BRT光谷大道站。[3]
- 2号线：光谷火車站至豹溪路站，设站11座。
- 3号线：凤凰山至武汉火车站，线路全长23公里，设站25座。
- 4号线：五里墩至军山，线路全长21公里，设站15座。
- 5号线：汉口火车站至蔡甸，线路全长29公里，设站25座。
- 6号线：武汉体育中心至蔡甸常福，线路全长23公里，设站25座。
- 7号线：鲁巷至陶家岭，计划全长27公里，设站20座。
- 8号线：汉口火车站至武湖，线路全长21公里，设站20座。

## 快速公交1号线
武汉快速公交1号线呈东西走向，西起武昌区雄楚大道与静安路口，沿雄楚大道、高新大道，终于洪山区高新大道与光谷大道路口。线路总长13.6公里，快速公交专用道设于道路中央。共设站14对，每个车站设有2-4个子站，站台长度167米至292米不等。

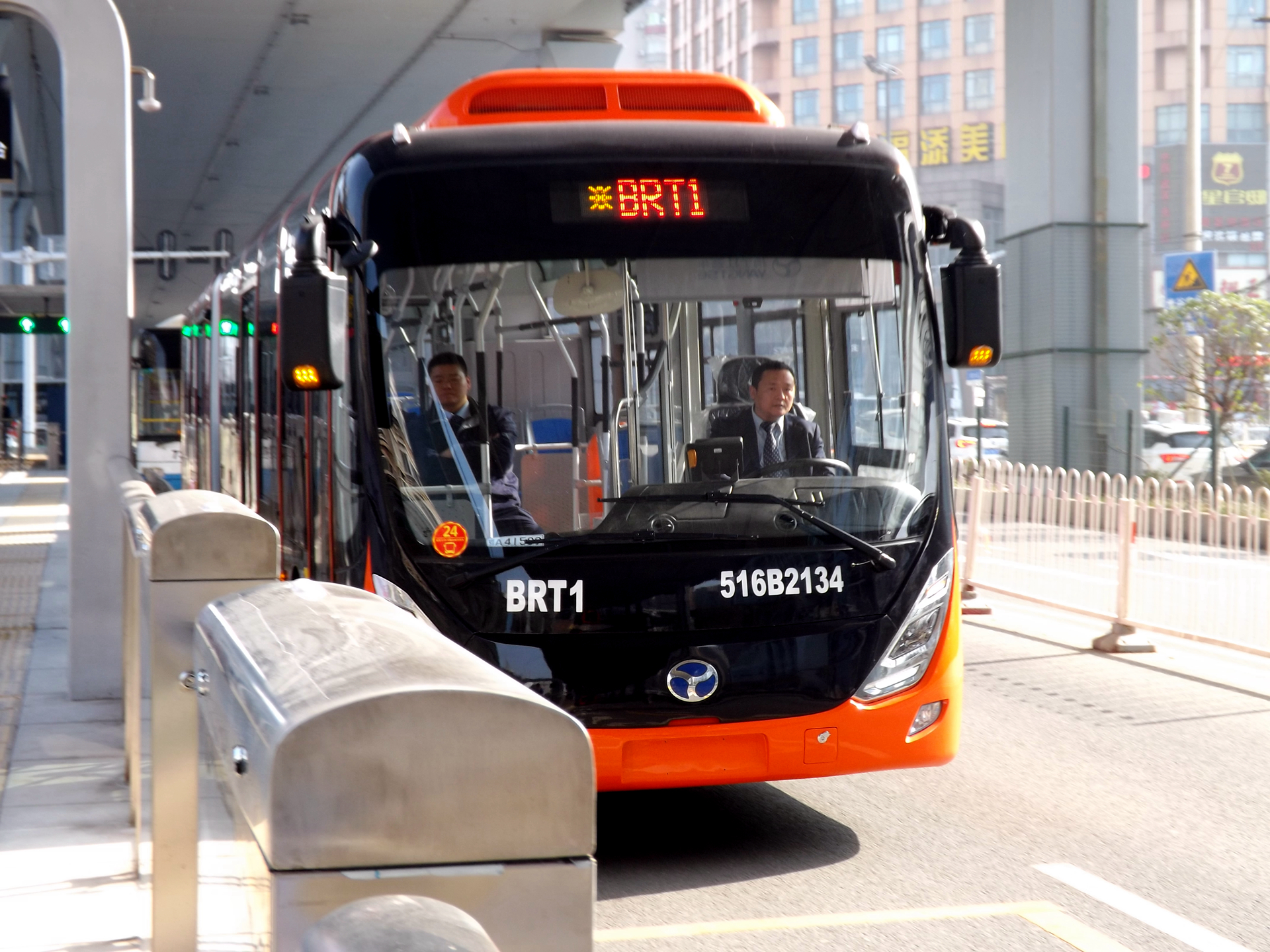
不载客测试中的武汉公交BRT1

### 设站
武汉快速公交1号线共设有14个车站。
| 站名                    | 换乘交通               | 区域   |
| ----------------------- | ---------------------- | ------ |
| 雄楚大道BRT静安路站     |                        | 武昌区 |
| 雄楚大道BRT丁字桥路站   |                        | 武昌区 |
| 雄楚大道BRT石牌岭路站   |                        | 洪山区 |
| 雄楚大道BRT书城路站     |                        | 洪山区 |
| 雄楚大道BRT珞狮路站     |                        | 洪山区 |
| 雄楚大道BRT元宝山站     |                        | 洪山区 |
| 雄楚大道BRT卓刀泉南路站 |                        | 洪山区 |
| 雄楚大道BRT省荣军医院站 |                        | 洪山区 |
| 雄楚大道BRT楚平路       | ■武汉地铁2号线杨家湾站 | 洪山区 |
| 雄楚大道BRT熊家咀站     |                        | 洪山区 |
| 雄楚大道BRT民族大道站   |                        | 洪山区 |
| 雄楚大道BRT珞雄路站     |                        | 洪山区 |
| 高新大道BRT关山大道站   |                        | 洪山区 |
| 高新大道BRT光谷大道站   |                        | 洪山区 |

### 公交线路
快速公交1号线设有一条线路全程行走BRT通道，同时安排25条常规线路分路段行走BRT通道。

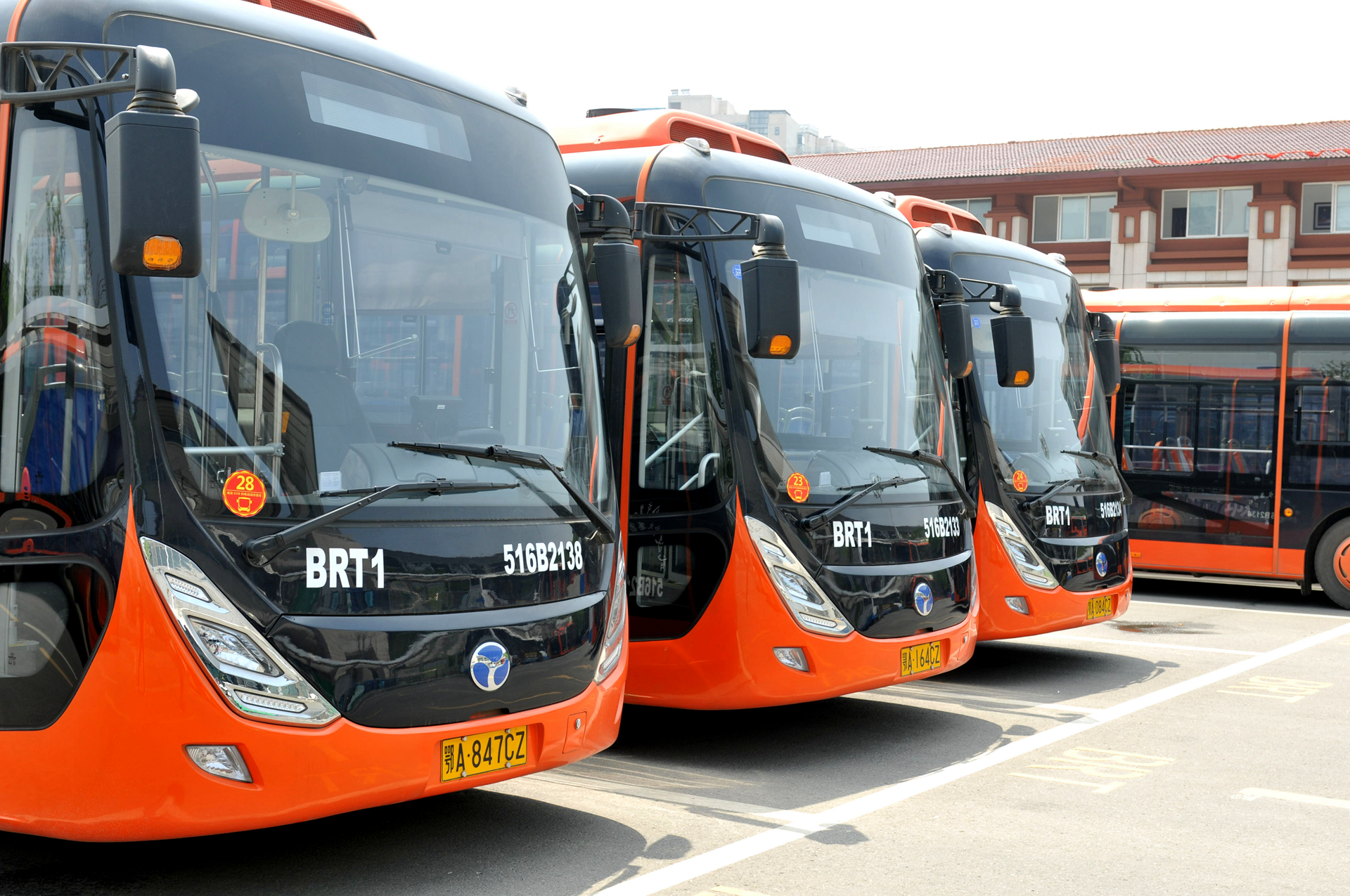
BRT1路是唯一一条全程行走BRT通道的线路，也是唯一一条使用18米车辆的线路

| 线路号 | 运营公司     | 首站                       | 末站                   | 通道内首站          | 通道内末站          | 通道停靠站数 |
| ------ | ------------ | -------------------------- | ---------------------- | ------------------- | ------------------- | ------------ |
| BRT1路 | 公交光谷公司 | 武昌火车站东广场           | 高新大道BRT光谷大道    | 静安路              | 光谷大道            | 14           |
| 15路   | 公交电车公司 | 凤凰山停车场               | 楚平路武汉光谷职业学院 | 石牌岭路 楚平路     | 省荣军医院 丁字桥路 | 6 8          |
| 66路   | 公交电车公司 | 武昌火车站综合体           | 浅水湾路方家嘴         | 珞狮路 卓刀泉南路   | 珞狮路 书城路       | 1 4          |
| 72路   | 公交光谷公司 | 南湖公交场站               | 鲁磨路南望山           | 珞狮路              | 光谷大道            | 2            |
| 301路  | 公交光谷公司 | 关山大道公交场站           | 聚贤路仁慧路           | 光谷大道            | 光谷大道            | 1            |
| 503路  | 公交二公司   | 沿江大道青岛路口           | 南湖路江南村           | 石牌岭路 书城路     | 书城路              | 2 1          |
| 556路  | 公交四公司   | 龙阳大道王家湾             | 熊家咀路熊家咀         | 静安路              | 楚平路              | 9            |
| 567路  | 公交光谷公司 | 珞狮南路华中农大           | 珞狮南路华中农大       | 珞雄路 民族大道     | 珞雄路              | 1 2          |
| 576路  | 公交电车公司 | 珞狮南路华中农大           | 中山路大堤口           | 书城路 不进入通道   | 书城路 不进入通道   | 1 0          |
| 586路  | 公交光谷公司 | 城花中心                   | 珞狮路理工大           | 珞雄路 民族大道     | 楚平路 元宝山       | 5 6          |
| 613路  | 公交电车公司 | 保利公园九里公交场站       | 珞喻路卓刀泉           | 丁字桥路 石牌岭路   | 丁字桥路 静安路     | 1 3          |
| 625路  | 公交电车公司 | 保利公园九里公交场站       | 植物园路武汉植物园     | 书城路 民族大道     | 熊家咀 珞狮路       | 7            |
| 632路  | 公交电车公司 | 长江村公交场站             | 文芸街珞狮路           | 静安路              | 书城路              | 4            |
| 715路  | 公交光谷公司 | 东山公交场站               | 友谊大道沙湖           | 关山大道 卓刀泉南路 | 省荣军医院 珞雄路   | 6            |
| 718路  | 公交光谷公司 | 环岛路栗庙社区             | 珞喻路光谷广场         | 光谷大道 关山大道   | 光谷大道 关山大道   | 1            |
| 723路  | 公交电车公司 | 团结大道公交停车场         | 浅水湾路方家嘴         | 石牌岭路 卓刀泉南路 | 珞狮路 书城路       | 3 4          |
| 728路  | 公交四公司   | 马鹦路邓甲村               | 熊家咀路熊家咀         | 民族大道 熊家咀路   | 民族大道 熊家咀路   | 1            |
| 738路  | 公交光谷公司 | 康福路楚康路               | 玉林街孟新路           | 民族大道 省荣军医院 | 省荣军医院 熊家咀路 | 4 3          |
| 756路  | 公交光谷公司 | 鲁磨路光谷广场             | 高新二路佛祖岭一路     | 关山大道 光谷大道   | 光谷大道            | 2 1          |
| 757路  | 公交光谷公司 | 民族大道光谷广场           | 佛祖岭三路高新六路     | 民族大道 关山大道   | 珞雄路              | 2            |
| 777路  | 公交电车公司 | 野芷湖西路保利心语公交场站 | 欢乐大道危家湾         | 静安路              | 书城路              | 4            |
| 788路  | 公交光谷公司 | 珞雄路公交场站             | 武汉工程大学流芳校区   | 珞雄路 光谷大道     | 关山大道            | 2            |
| 804路  | 通恒公司     | 临江大道德平路             | 南湖路江南村           | 元宝山 书城路       | 珞狮路 元宝山       | 2 3          |
| 811路  | 通恒公司     | 园林路北洋桥西路           | 华师园路周店路         | 石牌岭路 民族大道   | 楚平路 书城路       | 7 8          |
| 908路  | 公交江夏公司 | 江夏大道公交停车场         | 武昌火车站公交场站     | 书城路 静安路       | 静安路 石牌岭路     | 4 3          |
| 913路  | 公交光谷公司 | 豹澥公交停车场             | 珞喻路光谷广场         | 光谷大道            | 关山大道 光谷大道   | 2 1          |

## 未来发展
目前，武汉快速公交1号线东延线工程已经开工，其中光谷三路至豹溪路段已于2019年9月建成，光谷一路至佳园路段仍在施工中。预计于2020年开通。
武汉市拟再围绕二环线建三条BRT，并与轨道交通站点衔接。根据初步规划方案，此次规划围绕二环线布设了三条BRT线，分别为：武汉火车站—东风村线(B21)、汉口火车站—武昌火车站线(B22)和武昌火车站—建设一路线(B23)。这三条线路组合成环，串联起三个火车站以及二环内20个轨道站点，与近期8条轨道线(1、2、3、4、5、6、7、8号线)进行了充分衔接。惟至今仍未开工。